# Mausoleo de Glanum

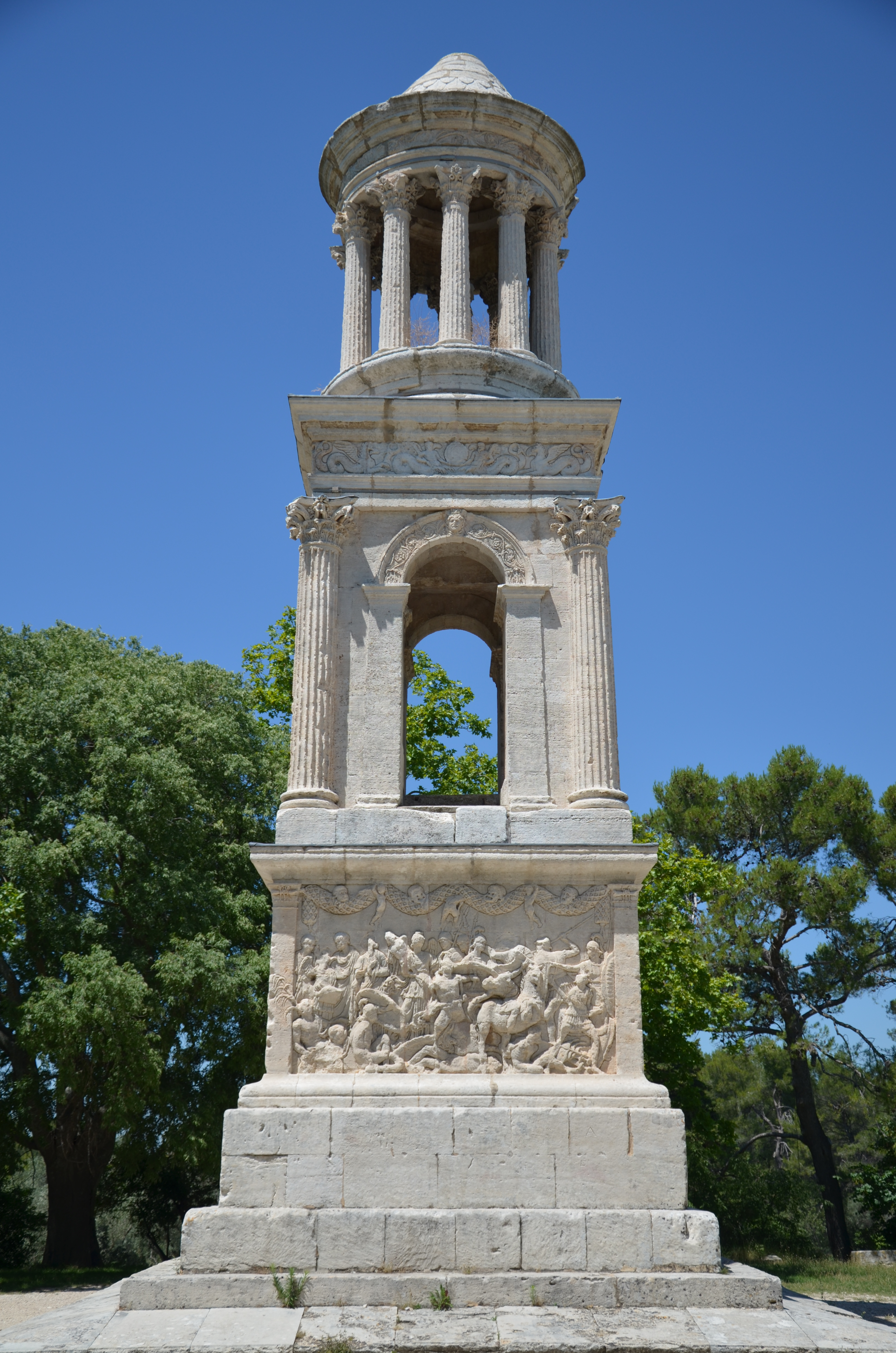
Mausoleo en honor a una familia gala que obtuvo la ciudadanía romana por servicios en el ejército romano.

El mausoleo de Glanum  es un monumento galorromano construido entre los años 30 a 20 a. C.. Situado en las afueras de Saint-Rémy-de-Provence en Francia, su excepcional estado de conservación permite admirar su compleja estructura y la riqueza de su decoración. 

## Descripción general y finado
La forma del monumento es clásica, se encuentra en los monumentos funerarios de Italia y África. Sin embargo su estructura de tres pisos y de 16 m de altura, es excepcional:
- Abajo, un cubo macizo decorado como un sarcófago
- En el intermedio, cuatro arcadas formando un cuadrado tetrapilo
- En la parte superior, un pequeño templo redondo con columnas

Se puede leer esta inscripción:

SEX(tus) M(arcus) L(ucius) IVLIEI C(AII) • F(Iliorum) PARENTIBVS SVEIS 

Sextus, Julius Marcus y Lucius, hijos de Cayo, a sus padres

Su nombre Julius dice que los difuntos eran galos de los que un antepasado adquirió la ciudadanía romana por servicios prestados en el ejército romano, probablemente con Julio César o quizá Augusto. Según costumbre, este antepasado tomó el apellido de quien le concedió la ciudadanía, Julius en este caso.

## Parte baja

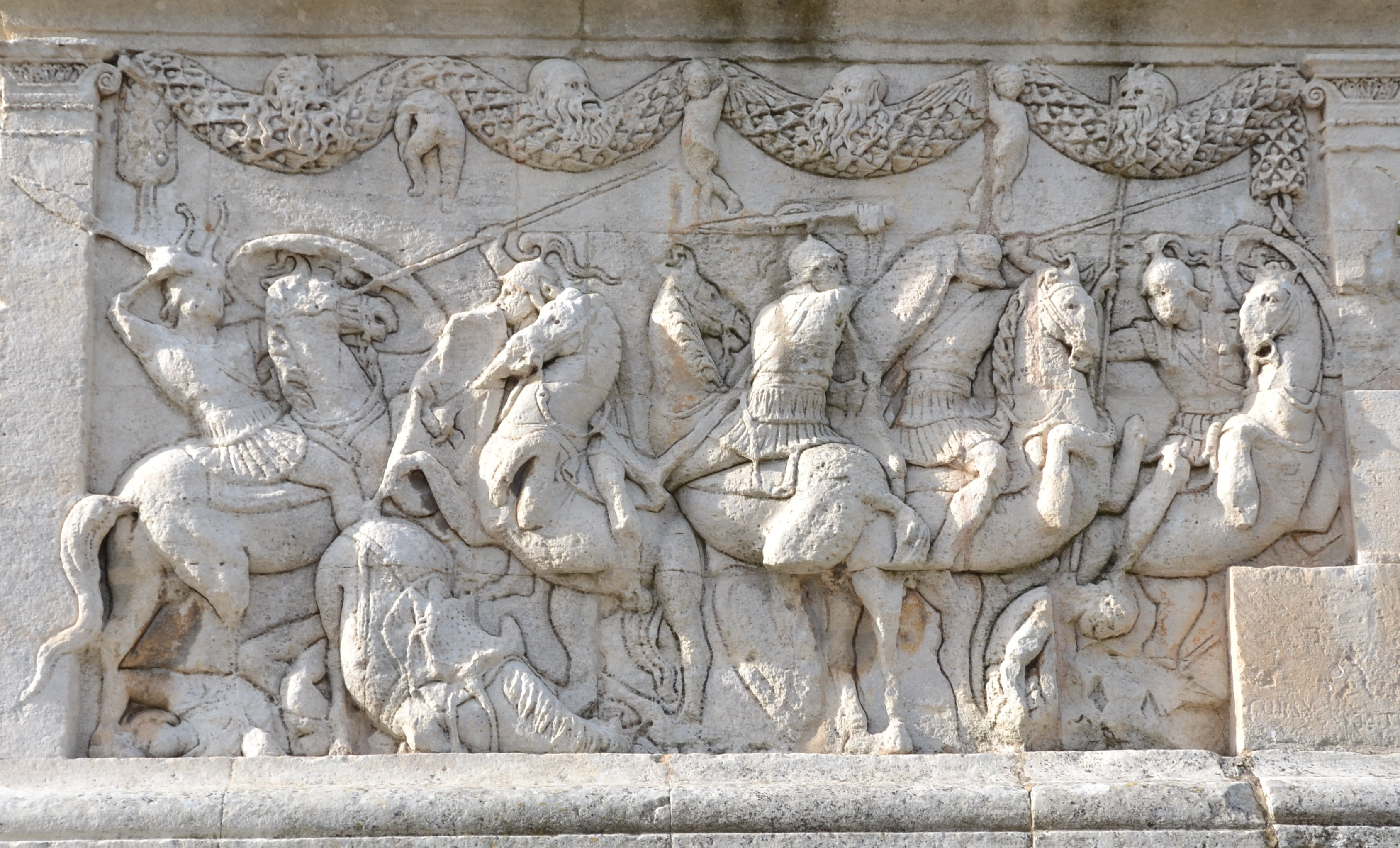
Detalle de la parte inferior con la caza del jabalí de calidón.

La parte inferior no contiene una cámara funeraria, el monumento es un cenotafio. Las caras laterales de la base están grabadas con escenas históricas y míticas. Está inspirado en la mítica guerra entre los griegos y las Amazonas, se ve a un guerrero tomar los trofeos de un adversario muerto. 
- Sudeste la leyenda de la caza del jabalí de Calidón, dirigida por Meleagro con Castor y Pollux representados como jinetes.
- Oeste una escena de batalla de la Guerra de Troya y la lucha para recuperar el cadáver de Patroclo. Norte: una batalla sin referencia mitológica clara, con un jinete en mala postura entre una multitud, protegido por el escudo del personaje central. Aparece a la izquierda de la escena un grupo de personajes sin aparente relación con la batalla que están vestidos de civiles, un joven lee un documento. Este grupo se interpreta como la familia del fallecido, recibiendo su certificado de ciudadanía romana. En esta interpretación, la batalla ilustra una acción brillante del fallecido, en el centro del bajorrelieve, combatiendo en el ejército romano y ganando la ciudadanía romana en reconocimiento de esta hazaña.

## Parte intermedia
Cuatro pilares dispuestos en un cuadrado soportan las arcadas, para formar un tetrápilo (arco de Triunfo con cuatro aberturas). La parte superior de esta estructura está decorada con un friso de criaturas marinas rodeando un disco solar central, en cada cara este, sur y oeste; la cara norte carece de disco solar.
Esta sección intermedia representa la transición con el mundo terrestre que deja después del furor de las batallas, y se termina con el friso de encima que representa la frontera del mundo de los vivos, rodeado por el océano (simbolizado por las criaturas del mar) en los cuatro puntos cardinales.

## Parte superior
Un pequeño templo redondo con columnas (tholos) corona el monumento. La parte superior está relacionada con el mundo celestial, por la forma simbólica redonda de los tholos. Alberga las estatuas de los fallecidos y, probablemente, de sus hijos, de pie y dignos, vestidos con la toga, símbolo de su ciudadanía romana, obtenida gracias a los hechos heroicos que se muestran en los bajorrelieves del primer nivel.